# 猛安谋克

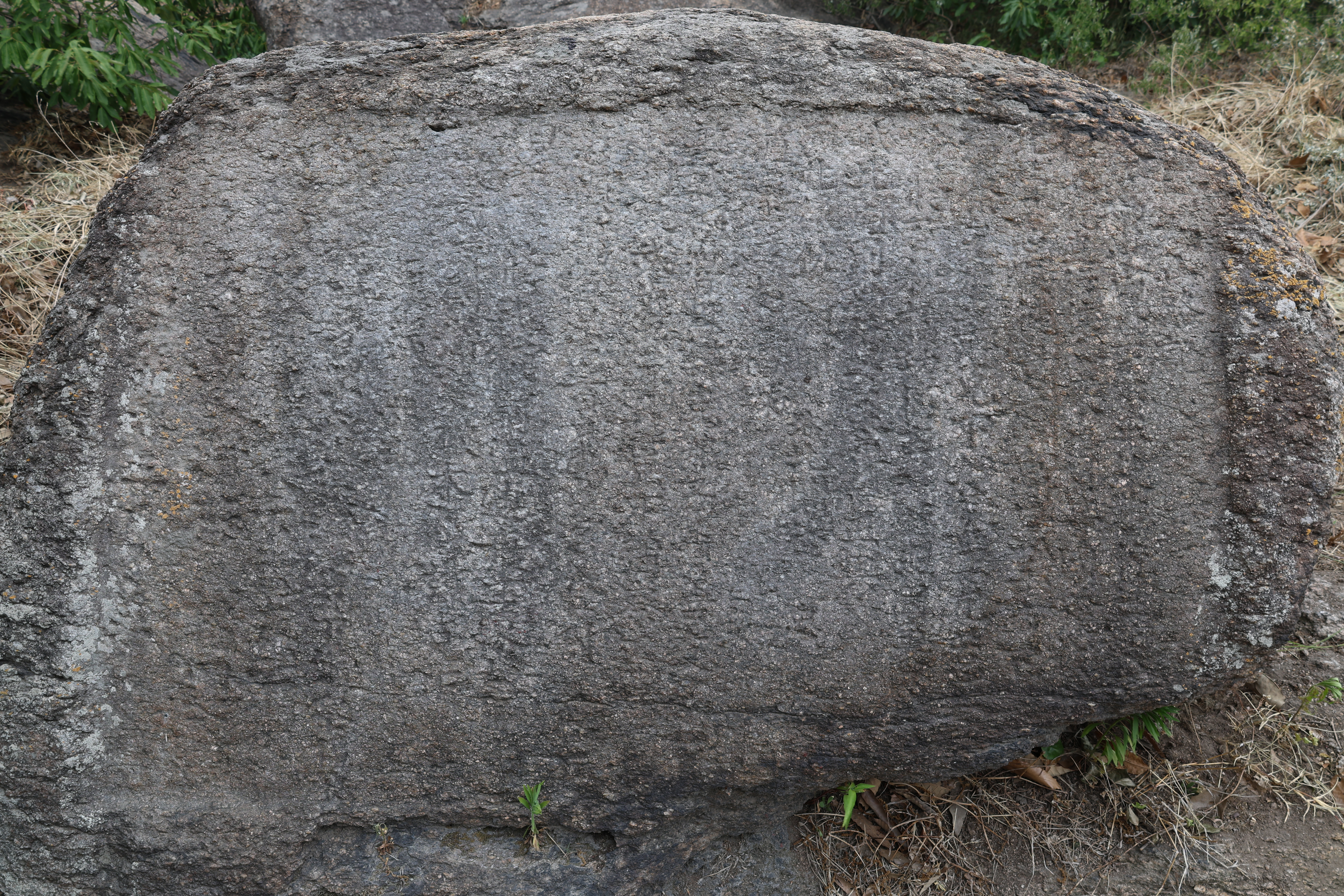
明昌二年（1191），海州（今連雲港）千戶（猛安）徒單所魯、謀克蒲察乞德等人與本地漢人新設山路記。

猛安谋克（女真文： /miŋgan moumukə/）是金朝女真社会的基本组织，猛安謀克戶即軍戶，有服兵役的義務，具有行政、生产与军事合一的特点。
大體上每謀克轄300戶，七至十謀克為一猛安。後來又改為每25人為一謀克，四謀克為一猛安。每謀克有蒲輦（一作蒲裡衍或佛寧，女真語， 50戶之意）一人、旗鼓司火頭五人，其任戰者僅十八人，不足成隊伍，僅存其名而已。謀克亦為這一級編制單位的統領官名稱，相當於元、明的百戶一職。

## 詞源
「猛安」的意思是「千」，也指千夫長，以及千夫長所統領的單位。「謀克」，又譯作毛毛可、毛克，原意是「部落」，又指百夫長。　

## 組織
大約在11世紀初金昭祖石魯或景祖烏骨廼時已經產生。它們是原始社會後期由於徵掠﹑圍獵的需要而設的軍事首領，隨後發展為固定的軍事組織。
猛安谋克起初是女真族部落联盟组织，後成為金朝軍政合一的社會基層組織編制單位及其主官名稱。“猛安”为部落单位，“谋克”为氏族单位。一猛安由7-10個謀克組成，理論上每個謀克統領300戶，實際上少於此數。猛安首领称为“勃极烈”。这种组织平时射猎，战时则战。后逐渐发展为一种军事组织。在完颜阿骨打建立金政权的前一年（1114年），规定三百户为一谋克，十谋克为一猛安，此举将猛安谋克变为一种兼具军事和地方行政双重性质的组织结构。
女真人进入中原，又用猛安谋克制度编制归降的汉人和契丹人。金熙宗以后成为军事编制、生产单位和地方行政机构三位一体的组织。

## 移入中原
女真人進入華北之初，以猛安謀克駐防在重要地點，並進行屯田，以控制漢人。女真人享有種種社會經濟的特權，很多擁有奴隸，成了大地主。地方州縣長官不能過問猛安謀克的事務。女真民族遷移到華北，結果是原來的社會結構上，增加了一群壟斷事權力的貴族階級，類似歐洲中古時期的封建貴族。
金朝為猛安謀克户進行授田與括地。在計口分田制度之下，他們由國家取得土地。在1183年每個猛安謀克戶擁有田地275畝，奴隸2.2名，稅賦負擔僅為漢人農民的44分之一，十分優待。猛安謀克戶是小地主、小奴隸主，多將田土佃租於漢族農民，坐收地租，本身則過著懶散與酗酒的生活。後來若干女真人淪為貧民，政府加以救濟，並重新授田。
1211年蒙古南侵後，烽火遍野。金廷搜括河南民田，授予隨其由河北、山東遷入之百萬猛安謀克户，不僅造成族群對立，而且嚴重影響農業生產。

### 引用
1. ↑  . china-culture.jlmpc.cn.   [2011-10-06]. （原始内容存档于2020-11-21）.
2. ↑  《金史·百官三·諸猛安》：「諸謀克，從五品，掌撫輯軍戶、訓練武藝。惟不管常平倉，餘同懸念。」
3. ↑  辞海编纂委员会.  1. 上海: 上海辞书出版社. 2000. ISBN 978-7-5326-0630-6.
4. ↑  陶晉生：《宋遼金元史新論》（香港：中國史學社，1984），頁97-106。
5. ↑  蕭啟慶：〈中國近世前期南北發展的歧異與統合〉，《台灣師大歷史學報》，36 (2006)，頁1-30。